# 超自然檔案角色列表
本列表为美国电视剧《超自然档案》常见角色总列表。

## 主要角色
| 角色                                | 演員/配音員             | 介紹 |
| 弟弟山姆·溫徹斯特 (Sam Winchester)  | 杰瑞·帕达里基           | 山姆是温家小儿子，迪恩的弟弟，受过良好的高等教育，也是鬼怪猎人。                                                  |
| 弟弟山姆·溫徹斯特 (Sam Winchester)  | 無線電視：黃榮璋→李凱傑 | 山姆是温家小儿子，迪恩的弟弟，受过良好的高等教育，也是鬼怪猎人。                                                  |
| 哥哥迪恩·溫徹斯特 (Dean Winchester) | 詹森·阿克斯             | 迪恩为温家长子，山姆的哥哥，教育程度不高，但是有责任心、重情义，也是鬼怪猎人。                                    |
| 哥哥迪恩·溫徹斯特 (Dean Winchester) | 無綫電視：陳卓智        | 迪恩为温家长子，山姆的哥哥，教育程度不高，但是有责任心、重情义，也是鬼怪猎人。                                    |
| 鮑比·辛格 (Bobby Singer)            | 占姆·比弗               | 对两兄弟情同父子的猎人大叔。                                                                                      |
| 鮑比·辛格 (Bobby Singer)            | 訊息暂缺                | 对两兄弟情同父子的猎人大叔。                                                                                      |
| 卡斯提奧/卡斯 (Castiel，簡稱Cas)    | 米沙·克林斯             | 天使。第四季登場，將迪恩從地獄救出。受迪恩影响而不再对天堂唯命是从，附身于虔诚的基督徒吉米·诺瓦克 (Jimmy Novak)。 |
| 卡斯提奧/卡斯 (Castiel，簡稱Cas)    | 訊息暂缺                | 天使。第四季登場，將迪恩從地獄救出。受迪恩影响而不再对天堂唯命是从，附身于虔诚的基督徒吉米·诺瓦克 (Jimmy Novak)。 |
| 克勞利 (Crowley)                    | 马克·谢泼德             | 十字路口恶魔之王，新任地狱之王，狡诈而自私，处处提防大魔王路西法，对路西法阳奉阴违。                              |
| 克勞利 (Crowley)                    | 訊息暂缺                | 十字路口恶魔之王，新任地狱之王，狡诈而自私，处处提防大魔王路西法，对路西法阳奉阴违。                              |

## 次要角色
| 演員                                                         | 角色                                                       | 简介 |
| 杰弗里·迪恩·摩根和马特·科恩                                  | 約翰·溫徹斯特 (John Winchester)                            | 主角兄弟的父亲，在妻子被惡魔殺死之後成為獵人。                                                              |
| 萨曼莎·斯密斯和艾米·古美尼克                                 | 玛丽·温彻斯特 (Mary Winchester)                            | 主角兄弟的母亲，於1983年被黃眼惡魔阿撒茲勒殺死。                                                            |
| 妮基·艾考克斯和Rachel Miner                                  | 梅格·麦斯特 (Meg Masters)                                  | 黄眼恶魔的干女儿，恶魔，与篡位的克劳利不共戴天，第1-2季主要反派，后面则亦正亦邪。                           |
| 阿隆娜·塔尔                                                  | 乔安娜·贝斯·“乔”·哈维尔/夏朱兒 (Joanna Beth "Jo" Harvelle) | 常去联络点“Roadhouse”的金发女猎人。                                                                         |
| 凯蒂·卡西迪和吉妮薇芙·克泰西                                 | 露比 (Ruby)                                                | 惡魔。第3季登場，自稱能幫忙找到解除狄恩契約的方法。送給山姆一把能殺死惡魔的惡魔刃。後誘使山姆對惡魔血上癮。 |
| 小理察·斯贝特                                                | 加百列 (Gabriel)                                           | 经常伪装身份并捉弄两兄弟的大天使。                                                                          |
| 萨曼莎·菲瑞兹                                                | 愛倫·哈维尔/夏愛倫 (Ellen Harvelle)                        | 常去联络点“Roadhouse”的猎人，女猎人乔的母亲。                                                               |
| 菲利希娅·戴                                                  | 查理·布莱伯利 (Charlie Bradbury)                           | 经常伪装身份的女黑客。                                                                                      |
| 朱丽叶·麦克尼文                                              | 安娜·米尔顿 (Anna Milton)                                  | 天使。多年前墜落到人間失憶。曾是卡斯提奧的上級。                                                            |
| 弗瑞德里克·林恩                                              | 黄眼恶魔阿撒泻勒 (Azazel)                                  | 人间恶魔之王，地狱王子，路西法的爱将，於第2季被迪恩以Colt枪殺死。第1-2季大反派。                            |
| 马克·佩雷格里诺和米沙·克林斯                                 | 路西法 (Lucifer)                                           | 大天使之一，第5季登场的大反派，先后附身于生活失意的尼克 (Nick)、山姆和卡西迪奥。                            |
| 阿莱娜·霍夫曼                                                | 阿巴顿 (Abaddon)                                           | 地狱骑士，路西法左右手，与篡位的克劳利不共戴天，第8-9季主要反派                                             |
| 柯蒂斯·阿姆斯特朗                                            | 梅塔特隆 (Metatron)                                        | 上帝的书记员，谎话连篇的天使。                                                                              |
| 艾米莉·斯瓦洛、Gracyn Shinyei、Yasmeene Ball和Samantha Isler | “黑暗”阿玛拉 (Darkness, Amara)                             | 冥古时代主宰神，也是上帝的姐姐，第11季大反派。                                                              |
| Sierra McCormick和Katherine Boecher                          | 莉莉丝 (Lilith)                                            | 恶魔军阀首领之一，第3季大反派。                                                                             |
| 露丝·康奈尔                                                  | 羅威娜 (Rowena)                                            | 克劳利生母，博学而自私的女巫，对儿子无情无义。                                                              |
| 萝伦·科汉                                                    | 貝拉·塔尔波 (Bela Talbot)                                  | 亦正亦邪的女神偷。                                                                                          |
| 泰·欧尔森                                                    | 本尼 (Benny)                                               | 迪恩在煉獄時認識的朋友，正直的吸血鬼。                                                                      |
| 辛迪·桑普森                                                  | 丽萨·布莱登 (Lisa Braeden)                                 | 迪恩前女友。                                                                                                |
| 周逸之                                                       | 谭凯文 (Kevin Tran)                                        | 亚裔先知，高中毕业不久的优等生。                                                                            |
| Khaira Ledeyo和劳伦·汤姆                                     | 谭琳达 (Linda Tran)                                        | 先知凯文的母亲。                                                                                            |
| James Patrick Stuart                                         | 迪克·罗曼 (Dick Roman)                                     | 上古魔怪种族利维坦首领，杀死并取代了同名的人类企业家，精明而自负，对发展科技并统治世界有兴趣，第7季大反派。 |

## 其他多次登场角色
| 演員                 | 角色                                      | 简介                                                                   |
| 阿德琳妮·帕里奇      | 潔西卡·门罗 (Jessica Moore)               | 山姆的大学女友，在故事开头遭到恶魔毒手而死。                           |
| 斯特林·K·布朗        | 戈登/古登/高登·沃克 (Gordon Walker)       | 嗜杀的猎人。                                                           |
| Chad Lindberg        | 艾斯/雅殊 (Ash)                           | 常在联络点“Roadhouse”的整理信息的卷发猎人，身材瘦小，但是可靠。        |
| 金姆·罗德兹          | 米尔斯·乔迪·米尔斯 (Sheriff Jody Mills)   | 经常遇到两兄弟的女警官，经常和两兄弟合作。                             |
| 米彻·佩勒吉          | 萨缪尔·坎贝尔 (Samuel Campbell)           | 主角兄弟的外祖父，和主角兄弟有意见分歧。                               |
| 库尔特·富勒          | 匝查里亞 (Zachariah)                      | 狡诈而自私的中高级天使。                                               |
| 斯蒂文·威廉姆兹      | 鲁弗斯·图尔内 (Rufus Turner)              | 鲍比的故友，黑肤色小老头，猎人。                                       |
| 朱利安·瑞秦          | “死亡”骑士 (Death)                        | 死神的领袖，对世事漠不关心，自称连上帝也能杀死。                       |
| 查勒兹·马利克·威菲德 | 维克托·亨瑞克森 (Victor Henriksen)        | 专门负责追捕两兄弟的联邦警探。                                         |
| 塞巴斯提亚·霍舍      | 巴尔萨扎 (Balthazar)                      | 游荡于人间的野天使，收集有不少强力神器，和卡斯临时合作对抗拉斐尔。     |
| 阿兰·约翰·巴克利     | 艾德·泽德摩 (Ed Zeddmore)                 | 捉鬼队长。                                                             |
| 崔维斯·维斯特        | 哈瑞·斯班格勒 (Harry Spangler)            | 捉鬼队长。                                                             |
| 傑克·阿貝爾          | 亚当·密立根 (Adam Milligan)               | 約翰·溫徹斯特的私生子，主角兄弟的弟弟。後被米迦勒附身。                |
| DJ Qualls            | 蓋斯·菲茨杰拉德四世 (Garth Fitzgerald IV) | 身材瘦小的猎人。                                                       |
| Erica Carroll        | 汉娜 (Hannah)                             | 与卡斯走得很近的天使。                                                 |
| 特拉维斯·阿隆·沃德   | 科勒·垂顿 (Cole Trenton)                  | 错怪迪恩的退伍军人。                                                   |
| 基尔·麦克金尼        | 亨瑞·温彻斯特 (Henry Winchester)          | 主角兄弟的祖父，神秘组织“记录者”的传人。                               |
| 贝尼托·马丁内兹      | 埃德嘎 (Edgar)                            | 利维坦小头目。                                                         |
| Julia Maxwell        | 夏娃 (Eve)                                | 人类与所有怪物的始祖，在剧中站在怪物们一边，与人类及恶魔对立。         |
| 罗布·本尼迪克特      | 查克·舒尔利 (Chuck Shurley)               | 系列邪典小说《邪恶力量》的作者，上帝的化身，在前期一直保密其真实身份。 |
| 艾米莉·珀金兹        | 贝姬·若森 (Becky Rosen)                   | 《邪恶力量》忠实读者，迷恋山姆的头号花痴。                             |
| 特拉茜·丁维迪        | 帕梅拉·巴内兹 (Pamela Barnes)             | 在第4季被卡斯弄瞎的女灵媒。                                            |
| 罗伯特·威兹东        | 乌列尔 (Uriel)                            | 走向黑化的天使。                                                       |
| 阿曼达·泰平          | 娜歐米 (Naomi)                            | 天使军阀首领之一。                                                     |
| 蒂莫西·奥门德森      | 该隐 (Cain)                               | 夏娃的儿子，地狱骑士领袖。                                             |
| 塔蒙·培尼凯特        | 嘎德利尔 (Gadreel)                        | 原伊甸园守护天使。                                                     |
| Adam J. Harrington   | 巴托罗缪 (Bartholomew)                    | 欲拉拢卡斯加入自己的天使军阀首领之一。                                 |